# Tanaka Kane
Tanaka Kane (田中カ子 (Điền Trung [Ka] Tử) 2 tháng 1 năm 1903 – 19 tháng 4 năm 2022) là người trường thọ Nhật Bản được chứng thực có độ tuổi 119 năm, 107 ngày. Với độ tuổi này, bà là người cao niên nhất thế giới được xác minh, sau khi bà Miyako Chiyo qua đời ở tuổi 117 tuổi vào tháng 7 năm 2018, trước khi qua đời. Kỷ lục về tuổi tác của bà chính thức được công nhận ngày 9 tháng 3 năm 2019, khi bà đạt mức tuổi 116 tuổi và 66 ngày.
Bà là người lớn tuổi nhất thế giới được chứng nhận và là người thứ chín được công nhận kỷ lục này từ trước đến nay.

## Tiểu sử
Bà Tanaka Kane sinh ngày 2 tháng 1 năm 1903, là con thứ bảy của Kumakichi và Kuma Ota tại làng Wajiro (nay thuộc Higashi-ku, Fukuoka), tỉnh Fukuoka, Nhật Bản, phía nam vùng Kyushu. Sinh ra trong những năm suy tàn của triều đại Minh Trị Thiên hoàng, Tanaka sinh non và lớn lên nhờ nguồn sữa từ các nhũ mẫu. Trong Chiến tranh Thế giới thứ II, bà làm việc trong một cửa hàng bán Shiruko và mì Udon với chồng là ông Hideo, người mà bà kết hôn vào năm 1922. Sau khi Hideo và con trai bà qua đời trong chiến tranh, bà tiếp tục làm việc tại cửa hàng trước khi nghỉ hưu ở tuổi 63. Kane và Hideo có chung 4 người con và nhận nuôi người con thứ 5.  Vào những năm 1970, bà đến thăm Hoa Kỳ, nơi nhiều cháu gái và cháu trai của bà hiện đang định cư.
Ở tuổi 103, Tanaka được chẩn đoán mắc bệnh ung thư ruột kết. Khi bà 107 tuổi, con trai bà đã viết một cuốn sách về bà, trong đó nói về cuộc đời và tuổi thọ của bà và có tựa đề In Good and Bad Times, 107 Years Old. Bà đã được KBC phỏng vấn vào tháng 9 năm 2017 khi bà ở tuổi 114.
Vào thời điểm Miyako Chiyo qua đời, bà Tanaka sinh sống trong một bệnh viện ở phường Higashi-ku của quận Fukuoka, tỉnh Fukuoka. Bà bắt đầu ngày mới của mình vào 6 giờ sáng hằng ngày, có sức khỏe tốt và dành phần lớn thời gian của mình để chơi Cờ Othello, cũng như đi bộ trong hành lang của bệnh viện. Sở thích của bà là thư pháp và tính toán. Bà tin rằng gia đình, giấc ngủ và hy vọng là bí mật của tuổi thọ của mình. Vào tháng 7 năm 2018, bà chia sẻ ước muốn sống thêm năm năm nữa, đến tuổi 120.
Bà Tanaka thích ăn uống và ưa đồ ngọt; bà uống uống ba lon cà phê đóng hộp một ngày, soda, và nhiều loại thức uống dinh dưỡng khác nhau. Cháu trai của bà, Gary Funakoshi, nói với tờ The San Diego Union-Tribune rằng Tanaka cho rằng tuổi thọ của bà là nhờ niềm tin vào Thiên Chúa.
Vào ngày 9 tháng 3 năm 2019, bà được Sách Kỷ lục Guinness công nhận là Người lớn tuổi nhất thế giới còn sống.
Vào ngày 19 tháng 4 năm 2022, bà đã qua đời mà không rõ nguyên nhân.